# 강동로 (구미시)
강동로(Gangdong-ro)는 경상북도 칠곡군 가산면심곡삼거리에서 구미시 선산읍를 잇는 29km 도로이다.

## 주요 경유지
경상북도
- 칠곡군 (가산면) - 구미시 (장천면 . 산동읍 . 해평면 . 선산읍)

## 노선
| 이름        | 접속 노선 | 소재지                                                    | 소재지                  | 비고 |
| ----------- | --------- | --------------------------------------------------------- | ----------------------- | ---- |
| 심곡삼거리  | 송산로    | 칠곡군                                                    | 가산면                  |      |
| 장천교      |           | 칠곡군                                                    | 가산면                  |      |
|             | 구미시    | 장천면                                                    |                         |      |
| (이름없음)  | 구미시    | 장천면                                                    | 신장4로                 |      |
| (이름없음)  | 구미시    | 장천면                                                    | 송신로                  |      |
| 하도교      | 구미시    | 장천면                                                    |                         |      |
| 하장삼거리  | 구미시    | 장천면                                                    | 국도 제67호선 (하장3길) |      |
| 상림삼거리  | 구미시    | 장천면                                                    | 국도 제67호선 (장천로)  |      |
| 용문 교차로 | 구미시    | 국도 제25호선 (임천인덕로)                                | 산동읍                  |      |
| 적림1교     | 구미시    |                                                           | 산동읍                  |      |
| 적림삼거리  | 구미시    | 5공단로                                                   | 산동읍                  |      |
| 적림2교     | 구미시    |                                                           | 산동읍                  |      |
| 괴곡삼거리  | 구미시    | 국도 제67호선 (옥계2공단로)                               | 해평면                  |      |
| 문량 교차로 | 구미시    | 국도 제25호선 (성수문량길)                                | 해평면                  |      |
| 오상삼거리  | 구미시    | 숭선로                                                    | 해평면                  |      |
| 낙성교      | 구미시    |                                                           | 해평면                  |      |
| (이름없음)  | 구미시    | 도신로                                                    | 해평면                  |      |
| 금호교      | 구미시    |                                                           | 해평면                  |      |
| 송곡삼거리  | 구미시    | 도리사로                                                  | 해평면                  |      |
| 월곡 교차로 | 구미시    | 국도 제25호선 (낙동대로)                                  | 해평면                  |      |
| 낙성교      | 구미시    |                                                           | 해평면                  |      |
| 제2낙산교   | 구미시    |                                                           | 해평면                  |      |
| 일선 교차로 | 구미시    | 국도 제25호선 (낙동대로) 국가지원지방도 제68호선 (도군로) | 해평면                  |      |
| 일산교      | 구미시    |                                                           | 선산읍                  |      |
| 생곡 교차로 | 구미시    | 국도 제25호선 (선산대로) (유학길)                         | 선산읍                  |      |
| 생곡삼거리  | 구미시    | 국도 제59호선 (선산동로)                                  | 선산읍                  |      |

## 주요 시설및 건물
- 장천우체국 (강동로 143/상장리 696-15)
- 오상고등학교 (강동로 164/상장리 700)
- 장천파출소 (강동로 170/상장리 708-1)
- GS25 구미장천점 (강동로 174/상장리 889-5)
- 장천면 행정복지센터 (강동로 184/상장리 720-1)
- 장천보건지소 (강동로 184/상장리 720-1)
- 농협 산동농협 장천지점 (강동로 190/상장리 721-3)
- 농협 구미산동농협 하나로마트 장천점 (강동로 190/상장리 721-3)
- 장천버스정류잠 (강동로 203/상장리 875-3)
- 합동택배 구미장천 하장507영업소 (강동로 231/하장리 507-1)
- 장천초등학교 (강동로 236/하장리 503-1)
- 농협 산동농협주유소 (강동로 301/하장리 703-6)
- 세븐일레븐 구미경운대정문점 (강동로 738/인덕리 60-1)
- 산동초등학교 (강동로 936-18/인덕리 612)
- S-OIL 산동주유소 (강동로 962/인덕리 869-1)
- 산동중학교 (강동로 998/동곡리 933)
- 산동우체국 (강동로 1000/적림리 103-5)
- GS25 구미산동점 (강동로 1009/적림리 68)
- 산동파출소 (강동로 1030/적림리 79-1)
- 산동읍 행정복지센터 (강동로 1038-5/적림리 91)
- 해평공용버스터미널 (강동로 1616/낙성리 66-6)
- 새마을금고 (강동로 1635/낙성리 127-11)
- 한국농어촌공사 구미김천지사 해평지소 (강동로 1689/월호리 478-2)
- 해평중학교 (강동로 1654/월호리 488)
- 경북생활과학고등학교 (강동로 1654/월호리 488)
- 해평피출소 (강동로 1661/낙성리 312-5)
- 구미해평우체국 (강동로 1662/월호리 469-7)
- 해평119안전센터 (강동로 1663/낙성리 312-3)
- 해평면 행정복지센터 (강동로 1672/월호리 464-8)
- 농협 해평농협주유소 (강동로 1970/송곡리 452-5)